# 白井美由紀
白井 美由紀（しらい みゆき、1974年2月1日 - ）は、香川県高松市出身の女性フリーアナウンサー。血液型はO型。

## 来歴・人物
- 香川県高松市出身。
- RNCアナウンスカレッジ卒業。
- 1児の母。

## 出演番組
- 録音風物誌（火曜会・文化放送）
  - 木だけで作られたアート　組手障子に込められたある職人さんの想い（2024年7月、企画・構成・ナレーション）[1]
- 白井みゆきのみゆうじっく（RNCラジオ）[2]
- 気ままにラジオ　雨の日晴れの日曇りの日 （RNCラジオ)
- CVCニュース（中讃ケーブルヴィジョン）
- 人紀行（中讃ケーブルヴィジョン）
- 地方創生プログラム ONE-J（2022年6月19日、TBSラジオ）[3]
- 情報てんこ盛りラジオでDON
- 四国クローバーネット おやつドキッ!（2009年4月 - 2010年10月）

## CD
「四国旅情」四国AM4局パーソナリティ、白井美由紀・福井和美・井上琢己・桝形浩人